# Un gàngster per a un miracle
Un gàngster per a un miracle (títol original en anglès  Pocketful of Miracles) és una pel·lícula estatunidenca dirigida l'any 1961 per Frank Capra. Ha estat doblada al català. El guió de Hal Kanter i Harry Tugend es basa en el de Lady for a Day, escrit per Robert Riskin, que al seu torn és una adaptació del relat curt de Damon Runyon "Madame La Gimp".

## Repartiment
- Glenn Ford: Dave "the Dude" Conway
- Bette Davis: "Apple" Annie
- Hope Lange: Elizabeth "Queenie" Martin
- Arthur O'Connell: Comte Alfonso Romero
- Peter Falk: Joy Boy
- Thomas Mitchell: Judge Henry G. Blake
- Edward Everett Horton: Hutchins
- Mickey Shaughnessy: Junior
- Sheldon Leonard: Steve Darcey
- Peter Mann: Carlos Romero
- Ann-Margret: Louise